# Afanasij (Herman)
Afanasij (světským jménem: Olexandr Olexandrovyč Herman; * 22. ledna 1982, Dniprodzeržynsk) je ukrajinský duchovní Ukrajinské pravoslavné církve Moskevského patriarchátu, biskup kamiň-kašyrský a vikář volyňské eparchie.

## Život
Narodil se 22. ledna 1982 v Dniprodzeržynsku (dnes Kamjanske).
Po střední škole nastoupil na Petrikovské odborné technické učiliště. Po studiu absolvoval povinnou vojenskou službu. Od roku 2005 studoval na Počajivském duchovním semináři. Dne 17. července 2008 byl postřižen na čtece a 5. března 2009 na monacha se jménem Afanasij na počest svatého Atanáze Brestského.
Dne 21. března 2009 byl arcibiskupem Serhijem (Hensickým) rukopoložen na jerodiákona. Stal se přednášejícím v Počajivském duchovním semináři. Dne 1. ledna 2010 byl rukopoložen na jeromonacha. Od roku 2011 studoval dálkově na Kyjevské duchovní akademii, kterou dokončil roku 2015.
Dne 12. listopadu 2016 přešel do kléru volyňské eparchie. Dne 6. ledna 2017 byl povýšen na archimandritu a v červenci byl jmenován předsedou oddělení pro záležitosti monastýrů volyňské eparchie. Od stejného roku přednášel na Oděském duchovním semináři.
Dne 6. května 2018 byl ustanoven představeným Pokrovského chrámu v Lucku.
Dne 18. března 2020 jej Svatý synod Ukrajinské pravoslavné církve zvolil biskupem kamiň-kašyrským a vikářem volyňské eparchie. Biskupská chirotonie proběhla 28. března. Hlavním světitelem byl metropolita kyjevský a celé Ukrajiny Onufrij (Berezovskyj).